# Avões
Avões é uma freguesia portuguesa do município de Lamego, com 4,87 km² de área e 502 habitantes (censo de 2021). A sua densidade populacional é 103,1 hab./km².
Avões está subdividida em duas partes, Avões de Cá e Avões de Lá.
Avões de Cá situa-se entre o fim da freguesia portuguesa Ferreiros de Avões, mais especificamente na EM539, e a Capela de Nossa Senhora do Pilar.
Avões de Lá situa-se entre a Capela de Nossa Senhora do Pilar e a freguesia de Penajoia.

## História
Um documento antiquíssimo, que hoje em dia se encontra desaparecido, evidencia a passagem e permanência de Templários na aldeia de Avões, mais ou menos entre os séculos XII e XIV.
Alguns documentos acerca desta aldeia podem ser encontrados no site oficial da "Torre do Tombo". Quatro deles têm em comum o facto de falarem da Paróquia de Avões. O mais antigo é datado do dia 16 de Junho de 1645, havendo ainda mais três datados de 17 de Agosto de 1724, 30 de Dezembro de 1896 e 26 de Dezembro de 1909. No site da Torre, também é possível encontrar três documentos de arquivo acerca dos Baptismos, dos Casamentos e dos Óbitos daquela aldeia, localizados no tempo entre 30 de Maio de 1724 e 26 de Dezembro de 1909.
Avões era, durante a ditadura Salazarista do Estado Novo, uma aldeia extremamente isolada, com um clima agreste, e com acessos extremamente difíceis: este povo era uma autêntica "ilha no meio da montanha"! Os habitantes eram essencialmente pastores, lenhadores, agricultores, operários diversos, em sua grande maioria sem dispor senão de alguns pedaços de terra para um cultivo de subsistência. A população frequentava a instrução primária, porém a maior parte era analfabeta. Neste isolamento montanhês, casavam entre vizinhos. Como as famílias eram compostas por muitos membros, derivado do facto de terem, por hábito, para cima de meia dúzia de filhos, as crianças iam trabalhar desde muito pequenas para a cidade de Lamego, com vista à sustentação das famílias, que viviam de forma extremamente pobre. A maioria dos rapazes ia trabalhar para a construção civil, e as meninas iam trabalhar para o campo, ou como rendilheiras.
Era nesta aldeia, de brandos costumes, que viviam estas pessoas, deslocadas daquilo que era o mundo "lá fora". A informação custava muito a chegar a esta aldeia, pois a televisão era ainda um conceito pouco explorado. Note-se que na década de 60 do século XX, existiam apenas dois televisores em Avões. O único que era "aberto" ao público, estava na Taberna do Tio Macário, um local de culto para os homens (e rapazes) da aldeia. Era lá que todos assistiam ao Telejornal da Emissora Nacional (que na altura operava sozinha), e a programas como o "Zip Zip", "As Aventuras de Robin Hood", o "Festival RTP da Canção", e filmes que passassem na matiné de domingo. Enquanto os homens trabalhavam e conviviam com os amigos nas tabernas, as mulheres, quais donas-de-casa, passavam os seus dias a cuidar dos filhos, e a tratar da lida doméstica.
A Revolução dos Cravos marca o início da dinamização da aldeia de Avões. Partidos como o PCP, que muitos anos esteve ao "comando" de Avões, fizeram muito para lutar contra o isolamento que se vivia naquele local. Destacam-se nomes como Luis, Fausto, Botas, Falé, Ricardo, Gato, FEC, entre outros, que apareceram ajudando a juntar operários e camponeses, na justa reivindicação dos seus direitos básicos, e na criação das suas associações como foram o GACA (1974), e logo a seguir a A.D.A. (4 de agosto de 1974).
Durante as duas décadas seguintes, Avões viveu um período de prosperidade. O principal responsável por isto foi, sem dúvida, o Presidente da Junta Luis Mendonça dos Santos (1983 - 1997), um sindicalista e habitante local pela coligação APU (PCP, MDP/CDE e PEV), e mais tarde CDU (PCP/PEV), que dinamizou Avões de uma forma estrondosa. Durante os mandatos dele as estradas foram pavimentadas, as redes de esgotos e de iluminação/electricidade foram criadas, imensas obras públicas foram feitas, como por exemplo o Jardim de Infância de Avões, entre outras dezenas de mudanças que retiraram de vez a aldeia de Avões do isolamento: a "ilha" tinha-se tornado "península". Durante este período, em que Portugal vivia uma crise financeira, derivado da entrada do nosso país na CEE, a Assembleia Municipal soube gerir muito bem o dinheiro entre obras públicas e as despesas gerais da Junta.
No dia 4 de abril de 2017, 12 explosões aconteceram na pacata aldeia de Avões. Na fábrica pirotécnica, algumas pessoas preparavam as malas para ir, no dia seguinte, levar fogo de artifício para festas pelo país, e foram vítimas mortais dessas explosões. Entre elas estavam o dono da fábrica, a sua filha, o seu genro e pelo menos mais dois funcionários. Por volta das 17:45h deu-se a primeira explosão e, sem deixar testemunhas, matou todos os que lá dentro estavam. Foram no total 8 os mortos contabilizados durante as investigações da PJ. No dia seguinte, 5 de abril, o então Presidente da República, Marcelo Rebelo de Sousa, deslocou-se ao local para prestar declarações e para estar com a restante família. No dia 21 de maio desse mesmo ano, uma caminhada solidária para apoiar a família das vítimas foi realizada. A iniciativa "Vamos Abraçar A Família Egas", como se chamava, contou com centenas de pessoas de todo o país, que se ofereceram para ajudar estas pessoas, que haviam perdido tudo.

## Instituições Culturais e Recreativas
- Museu Pedagógico de Lamego (Antiga Escola Básica de Avões)
- Associação Desportiva de Avões
- Jardim de Infância de Avões - Encerrado

## Principais Monumentos
- Igreja Paroquial de Avões
- Igreja de Nossa Senhora das Candeias
- Capela de Nossa Senhora do Pilar

## Tradições e Romarias
- Romaria em Honra de Nossa Senhora das Candeias
- São João de Avões

## Demografia
A população registada nos censos foi:
| Distribuição da População por Grupos Etários | Distribuição da População por Grupos Etários | Distribuição da População por Grupos Etários | Distribuição da População por Grupos Etários | Distribuição da População por Grupos Etários |
| -------------------------------------------- | -------------------------------------------- | -------------------------------------------- | -------------------------------------------- | -------------------------------------------- |
| Ano                                          | 0-14 Anos                                    | 15-24 Anos                                   | 25-64 Anos                                   | > 65 Anos                                    |
| 2001                                         | 116                                          | 141                                          | 339                                          | 97                                           |
| 2011                                         | 79                                           | 80                                           | 352                                          | 108                                          |
| 2021                                         | 46                                           | 49                                           | 294                                          | 113                                          |